# Diócesis de Rēzekne-Aglona
La diócesis de Rēzekne-Aglona (en latín: Dioecesis Rezeknensis-Aglonensis y en letón: Rēzeknes-Aglonas diecēze) es una circunscripción eclesiástica de la Iglesia católica en Letonia. Se trata de una diócesis latina, sufragánea de la arquidiócesis de Riga. Desde el 7 de diciembre de 1995 su obispo es Jānis Bulis.

## Territorio y organización

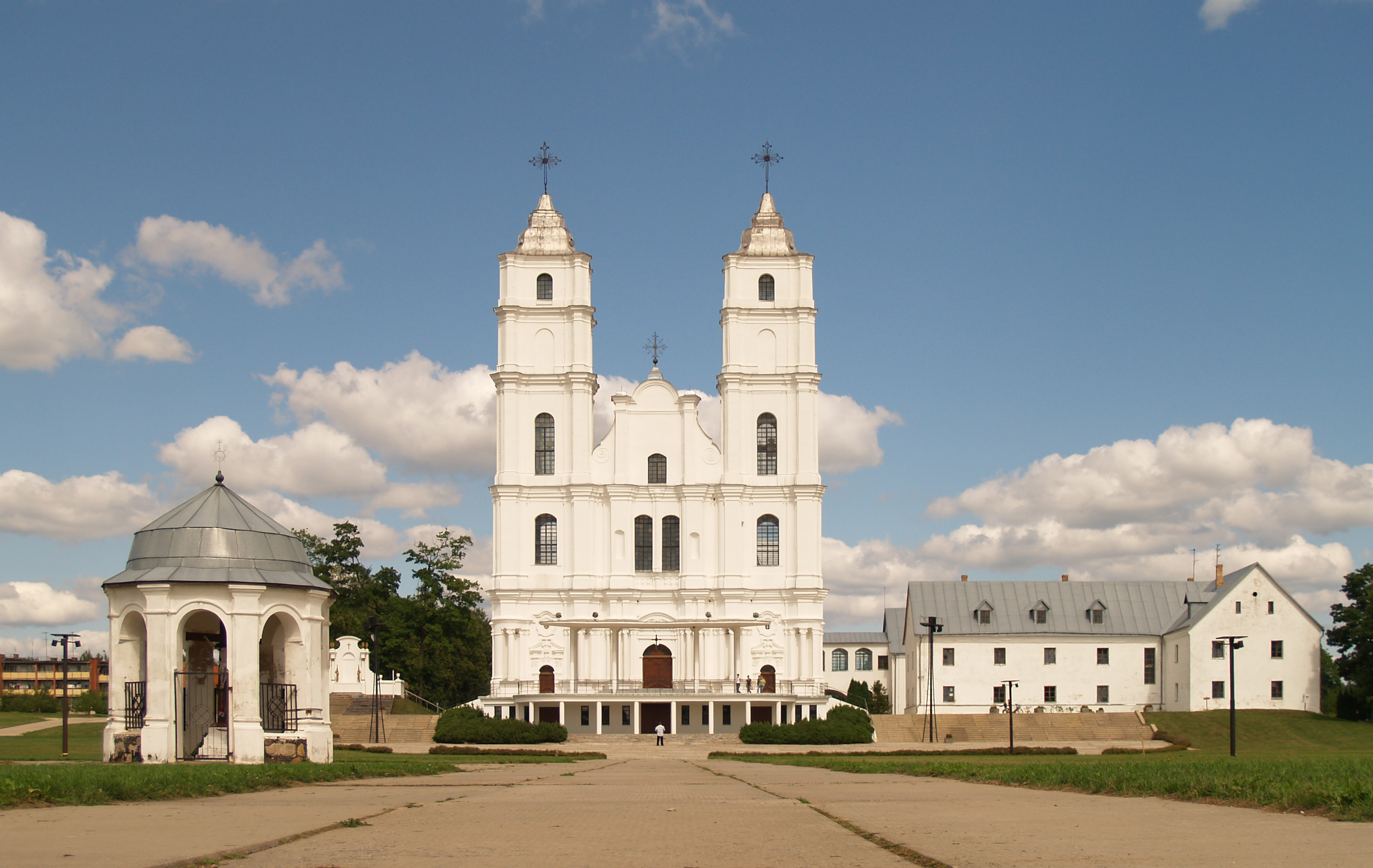
Basílica santuario de la Asunción, en Aglona

La diócesis tiene 15 680 km² y extiende su jurisdicción sobre los fieles católicos de rito latino residentes en la parte oriental de Letonia, correspondiente a la región histórica de Latgale.
La sede de la diócesis se encuentra en la ciudad de Rēzekne, en donde se halla la Catedral del Sagrado Corazón de Jesús. En Aglona se encuentra la basílica santuario de la Asunción, el centro mariano y de peregrinación más importante de Letonia.
En 2022 en la diócesis existían 110 parroquias agrupadas en 9 decanatos: Aglona, Varakļāni, Viļaka, Daugavpils, Dagda, Preiļi, Līvāni, Rēzekne y Ludza.

## Historia
La diócesis fue erigida el 2 de diciembre de 1995 mediante la bula Ad aptius consulendum del papa Juan Pablo II separando territorio de la arquidiócesis de Riga.

## Estadísticas
Según el Anuario Pontificio 2023 la diócesis tenía a fines de 2022 un total de 79 500 fieles bautizados.
| Año                                                                             | Población            | Población | Población      | Sacerdotes | Sacerdotes    | Sacerdotes    | Bautizados por sacerdote | Diáconos permanentes | Religiosos | Religiosos | Parroquias |
| Año                                                                             | Bautizados católicos | Total     | % de católicos | Total      | Clero secular | Clero regular | Bautizados por sacerdote | Diáconos permanentes | Varones    | Mujeres    | Parroquias |
| ------------------------------------------------------------------------------- | -------------------- | --------- | -------------- | ---------- | ------------- | ------------- | ------------------------ | -------------------- | ---------- | ---------- | ---------- |
| 1999                                                                            | 116 077              | 400 000   | 29.0           | 53         | 46            | 7             | 2190                     |                      | 7          | 33         | 106        |
| 2000                                                                            | 115 984              | 390 500   | 29.7           | 52         | 46            | 6             | 2230                     |                      | 6          | 31         | 109        |
| 2001                                                                            | 115 187              | 389 500   | 29.6           | 53         | 47            | 6             | 2173                     |                      | 6          | 31         | 109        |
| 2002                                                                            | 112 451              | 387 163   | 29.0           | 54         | 48            | 6             | 2082                     |                      | 6          | 27         | 109        |
| 2003                                                                            | 111 401              | 389 800   | 28.6           | 58         | 50            | 8             | 1920                     |                      | 8          | 28         | 109        |
| 2004                                                                            | 107 215              | 388 636   | 27.6           | 58         | 50            | 8             | 1848                     |                      | 8          | 28         | 109        |
| 2010                                                                            | 102 234              | 320 730   | 31.9           | 66         | 56            | 10            | 1549                     |                      | 10         | 28         | 108        |
| 2014                                                                            | 88 720               | 301 053   | 29.5           | 66         | 58            | 8             | 1344                     |                      | 8          | 27         | 108        |
| 2017                                                                            | 85 476               | 287 500   | 29.7           | 68         | 61            | 7             | 1257                     |                      | 7          | 26         | 108        |
| 2020                                                                            | 82 349               | 282 150   | 29.2           | 62         | 56            | 6             | 1328                     |                      | 6          | 26         | 198        |
| 2022                                                                            | 79 500               | 276 570   | 28.7           | 60         | 52            | 8             | 1325                     |                      | 8          | 25         | 110        |
| Fuente: Catholic-Hierarchy, que a su vez toma los datos del Anuario Pontificio. |                      |           |                |            |               |               |                          |                      |            |            |            |

## Episcopologio
- Jānis Bulis, desde el 7 de diciembre de 1995